# Бахаи на Маршалловых Островах

Символ Бахайской религии — Бахайская звезда

Вера бахаи на Маршалловых островах начинается после 1916 года с упоминания Абдул-Баха, тогдашнего главы религии, о том, что бахаи должны принести эту религию туда. Первый бахаи — «пионер» прибыл туда в августе 1954 года. Однако он мог остаться на островах только до марта 1955 года. Тем не менее, со сменой пионеров и обращённых, первое Местное Духовное Собрание бахаи было проведено в 1967 году в Маджуро. Религия продолжала расти, и в 1977 году было избрано первое Национальное духовное собрание. До 1992 года бахаи начали управлять государственными школами по контракту с правительством. По средним оценкам, численность населения бахаи составляло чуть более 1000 человек, или 1,50 % в 2000 году.

## Первые дни

### Таблицы Божественного плана Абдул-Баха
Абдул-Баха, глава религии с 1892 по 1921 год, упомянул Маршалловы острова среди тех мест, куда бахаи должны распространить свою религию. Он написал серию писем или табличек последователям религии в Соединённых Штатах Америки в 1916—1917 годах; эти письма были собраны вместе в книге под названием «Скрижали Божественного плана». Седьмая из табличек упоминала о переносе Веры бахаи на Маршалловы острова и была написана 11 апреля 1916 года, но её презентация в Соединённых Штатах была отложена до 1919 года — после окончания Первой мировой войны и испанского гриппа. Эти таблички были переведены и подарены Мирзой Ахмадом Сохрабом 4 апреля 1919 года и опубликованы в журнале Star of the West 12 декабря 1919 года.

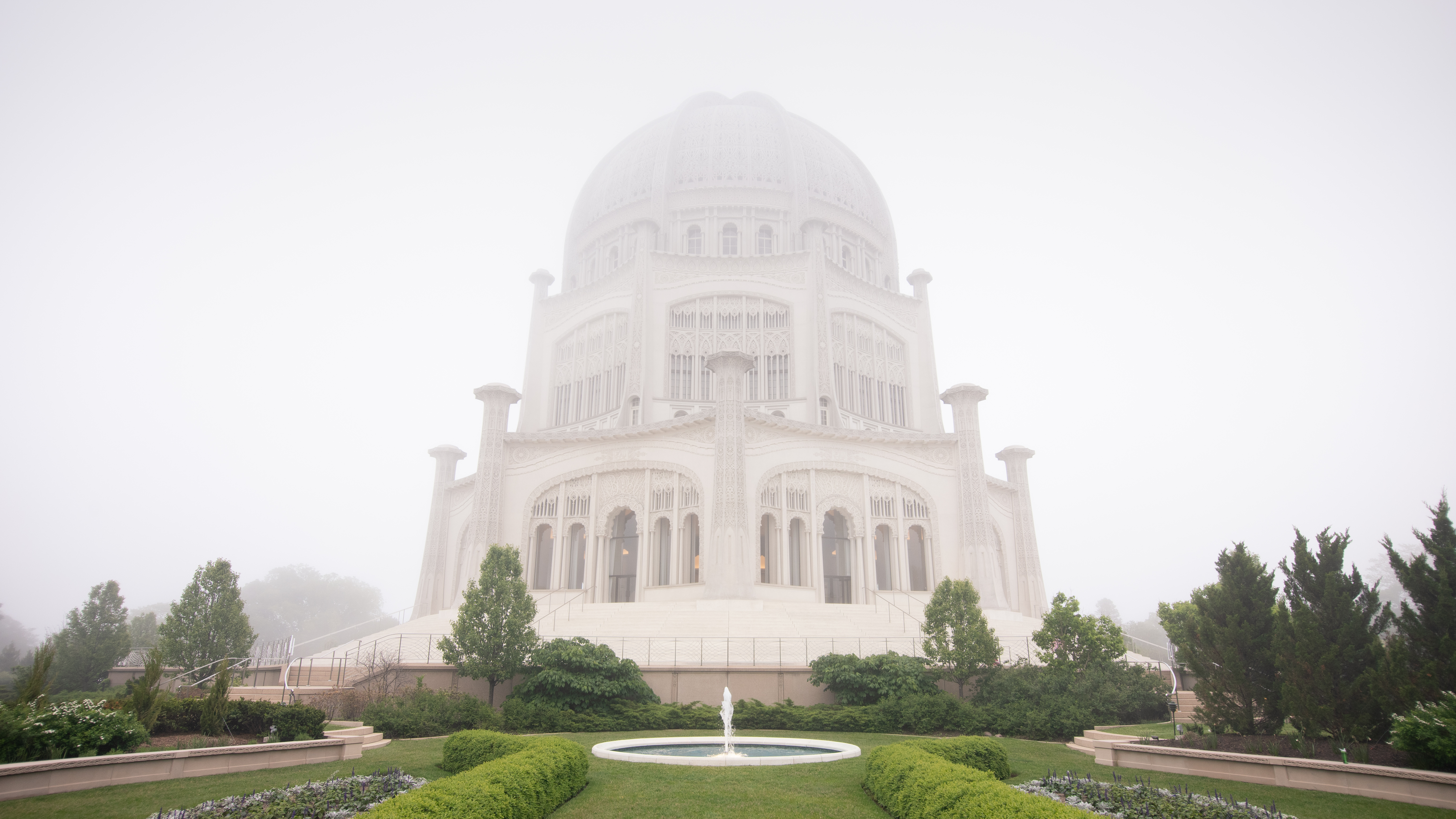
Бахайский дом Поклонения

(Табличка 7) "Группа, говорящая на их языках, разделенных, святых, освященных и исполненных любви к Богу, должна повернуться лицом к трем большим островным группам Тихого океана — Полинезии, Микронезии и Меланезии и пройти через них. Острова, присоединенные к этим группам, такие как Новая Гвинея, Борнео, Ява, Суматра, Филиппинские острова, Соломоновы острова, острова Фиджи, Новые Гебриды, острова Лоялти, Новая Каледония, архипелаг Бисмарка, Керам, Целебес, Дружественные острова, Острова Самоа, Острова Общества , Каролинские острова, Низкий архипелаг, Маркизские острова, Гавайские острова, острова Гилберта, Молуккские острова, Маршалловы острова, Тимор и другие острова. С сердцами, переполненными любовью к Богу, с языками, напоминающими о упоминании Бога, с глазами, обращенными к Королевству Боже, они должны нести радостную весть о явлении Господа Саваофа всему народу. Знай с уверенностью, что в какое бы собрание вы ни вошли, волны Святого Духа хлынули над ним, и небесные благодать Благословенной Красоты охватывает это собрание ".

### Начало

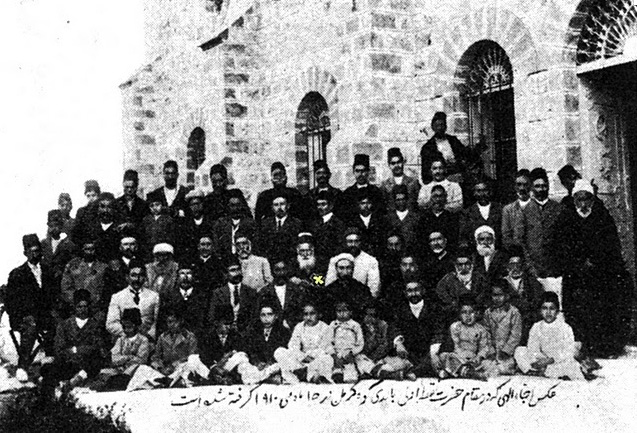
Сообщество бахаи

Марсия Стюард (позже де Матаморес Этуотер) была пионером и удостоилась звания Рыцаря Бахауллы за то, что первой перебралась на Маршалловы Острова. Стюард родилась в Пасадене, штат Калифорния, в 1904 году, приняла религию в 1938 году и стремилась стать пионером до завершения первого семилетнего плана (1937—1944) Шоги Эффенди, которого называли преемником Абдул-Баха. Сначала она переехала в Сантьяго-де-Чили. Она продолжала служить по всей Латинской Америке в течение ряда лет, пока строились планы относительно религии. См. «Вера бахаи в Чили», «Вера бахаи» в Коста-Рике. К июлю 1947 года Этуотер была назначена секретарём Центрально-американского комитета по обучению. Одна из его целей — способствовать смещению баланса ролей с североамериканского руководства и сотрудничества в Латинской Америке на руководство в Латинской Америке и сотрудничество в Северной Америке.К 1950 году этот процесс шёл полным ходом и должен был начаться примерно в 1953 году. Пока она решала, где передавать дальше, ей пришла телеграмма от Шоги Эффенди, в которой Этуотер просила попытаться добраться до Маршалловых островов где-то между 1 апреля и 2 мая 1954 года. Её телеграмма достигла Этуотера 16 апреля, а к 20 апреля она была в Вашингтоне, округ Колумбия. Сразу после Второй мировой войны острова в течение 6 лет находились под управлением ВМС США. Когда были сформированы Опеки при Организации Объединённых Наций, Маршалловы Острова стали частью Опеки Тихого океана (в которую входили Каролинские и Марианские острова, а также Маршалловы острова). Соединённые Штаты получили полномочия управлять этой Опекой со стороны Организации Объединённых Наций. Маршалловы острова были местом испытаний ядерных бомб и закрыты для людей, не имеющих отношения к работе правительства. В то время у Марсии Стюард заканчивался контракт с издателем, и она надеялась быть самодостаточной после завершения своей книги. 9 мая она сообщила Горацию Холли, что у неё есть разрешение на въезд на острова и что она ожидает разрешения от службы безопасности ВМФ. Этуотер смогла получить визу для поездки туда из-за хороших связей в Вашингтоне, и смогла продлить свой первоначальный трёхмесячный пропуск из-за тех же контактов. Сохраняя видимость богатства и непринуждённости, которые сопровождали положение её семьи в США, к тому времени, когда она пошла к Маршаллам, она фактически была полностью без независимого дохода и была назначена Национальным духовным собранием Соединённых Штатов с некоторой помощью Национальной духовной ассамблеи. Духовное собрание Центральной Америки. В июле 1954 года она покинула Гавайи,отправилась в Японию, а затем отплыла из Кобе на Маршалловы острова и 7 августа прибыла в Маджуро - столицу и крупнейший город Республики Маршалловы острова.
Во время нахождения Марси Стюард на островах ее пригласили на приём к приехавшему с визитом конгрессмену США из Колорадо. На встрече она прочитала, по запросу, некоторые из своих «стихов Маджуро», после чего конгрессмен попросил копии. Марсия написала Вирджинии Брейкс на Каролинских островах, что большинство её хороших друзей на Маршалловых островах были католическими или иезуитскими священниками, отметив: «Это, вероятно, естественно, поскольку я так много лет жила в латиноамериканской католической среде». Брейкс сказал, что Этуотер, похоже, «очень наслаждалась» своим пребыванием на островах, и «ей, по-видимому, предоставили правительственное жильё». Марсия надеялась остаться на островах, хотя последние два месяца она была очень больна, но ей не дали разрешения. Она смогла остаться до марта 1955 года. В течение этого времени Марсия преподавала религию, путешествовала по различным атоллам, выполняла некоторые обязательства перед прессой, которые подлежали цензуре окружного комиссара, и, в конце концов, помогли ей получить визу. Также она пыталась перевести некоторую информацию бахаи на маршальский язык. Природа её болезни неизвестна, как и история всей деятельности там, поскольку отчёт, который она написала, был утерян, и у неё, очевидно, никогда не было сил его переписать. После отъезда с островов она страдала от изнурительного кожного недуга, о котором она написала: «Ужасное недомогание заставляет меня почти оказаться взаперти: я ужасна на вид …». Она чувствовала, что её кожная проблема была вызвана радиацией от атомных испытаний на Маршалловых островах, но это никогда не могло быть доказано, и она безуспешно пыталась получить компенсацию от правительства США.
Маршалловы острова, оставленные на несколько месяцев после того, как Этуотер вынужден был уехать, были заменены другой пионеркой бахаи, Бетти Клаас, из Гонолулу к августу 1956 года. К 1960 году пионеров-бахаи не было. но к 1964 году там есть упоминание о группе бахаи. Первое Местное духовное собрание бахаи Маджуро было избрано 21 апреля 1967 года. Это также первое Местное духовное собрание, созданное на подопечной территории Микронезии. Его членами были Джек Питер, Элси Херан, Нинам Рёран, Брэд Холлингер (пионер), Ким Ланг (пионер), Татака Араватау, Бетра Херан, Харлан Ланг (пионер) и Карандаш Херан. В 1972 году в Понпеи было основано региональное духовное собрание северо-западной части Тихого океана, охватывающее Каролинские, Маршалловы и Марианские острова.
Второе местное собрание было избрано в «Лаура» в 1975 году.В 1976 году 1 января было объявлено о первом духовном собрании на острове Санто, атолле Кваджалейн. Все учителя, участвовавшие в формировании этого собрания, были микронезийцами. Деятельность развивалась под руководством национального учебного комитета Маршалловых островов при помощи Духовного собрания острова Эбей на том же атолле.

## Рост по стране
После международных конференций по распространению религии в Гонконге, 26-30 ноября 1975 г., и в Окленде, Новая Зеландия, 19-22 января 1976 г., в конце января была проведена Маршалловская конференция.В марте 1977 года четыре общины бахаи собрались и устроили пикник, чтобы обсудить предстоящее первое Национальное собрание и важность выборов в Местное духовное собрание. Присутствовали тридцать пять бахаи и их дети.
Рука дела Коллис Фезерстоун представляла Всемирный Дом Справедливости в качестве свидетеля съезда и выборов.В апреле, когда было избрано Национальное духовное собрание Маршалловых островов. Одной из первых целей национального собрания, поставленных Всемирным Домом Справедливости, была цель «открыть оставшиеся основные острова Маршалов для веры и значительно увеличить число верующих». К концу 1977 года в Аджелтаке и Арно Арно Лукей собраны две новые ассамблеи, которые были избраны, в результате чего общее количество на Маршалловых островах достигло девяти.
В феврале 1979 года Национальное духовное собрание Маршалловых островов сообщает: «Основные необитаемые острова: Тока, Айлингинаэ, Ронгдрик, Джемо, Бикини, Эркуб, Бокак, Бикар». В том же отчёте атолл Ронгелап указан как имеющий группу бахаи, атолл Уджеланг показан как изолированный бахаи, а атолл Эниветак также имеет группу. В марте Департамент Секретариата Всемирного Центра Бахаи пишет национальному собранию: "Отмечается, что есть только два крупных населённых острова, которые ещё не открыты для Веры — Меджит и Айлук, и есть надежда, что они скоро станут открыт ". К лету 1979 г. было ещё 15 местных собраний, 42 населённых пункта, место для храма, земля облечения, три местных центра и два исправленных перевода молитвенника.
В августе 1983 года в отчёте национального собрания говорится: "Атоллы, на которых нет населения и поэтому не должны рассматриваться ни в одном учебном плане, следующие: Айлинге, Бикар, Бикини, Бокаак (Таонги), Эрикуб, Джемо, Нокс, Ронгерик и Таджа. " Национальное собрание прилагает к этому же отчёту примечание: «Примечание: хотя Ронгелап является одним из самых больших островов атоллов М.И., он в значительной степени радиоактивен и без населения». Второе примечание, касающееся атолла Уджеланг, гласит: «Примечание: какое-то время необитаемое, есть сообщения, что некоторые люди могли вернуться». Бывший член Корпуса мира, который работал на атолле Лаэ в 1969-71 годах учителем начальной школы, вернулся в 1984 году как бахаи и сумел внедрить религию на нескольких атоллах, где ни один туземец ещё не присоединился к религии. Она оставалась пионером на Маршалловых островах до 2000 года.

### Умножение интересов ускоряется
С момента своего создания религия участвовала в социально-экономическом развитии, начиная с предоставления женщинам большей свободы, провозглашая содействие женскому образованию в качестве приоритетной задачи. и это участие нашло практическое выражение в создании школ, сельскохозяйственных кооперативов и клиник. Религия вступила в новую фазу активности, когда было опубликовано послание Всемирного Дома Справедливости от 20 октября 1983 года. Бахаи призывали искать пути, совместимые с учением бахаи, с помощью которых они могли бы участвовать в социальном и экономическом развитии сообществ, в которых они жили. В 1979 году во всем мире было 129 официально признанных проектов социально-экономического развития бахаи. К 1987 году количество официально признанных проектов развития увеличилось до 1482. На Маршалловых островах команда менеджеров, состоящая из бахаи по просьбе правительства страны, управляла 7 государственными начальными школами по контракту с правительством. После роста институтов организационное влияние бахаи стало более известным, начиная с середины 1980-х годов на Маршалловых островах. Семьдесят бахаи из 19 общин посетили восьмую национальную конференцию по развитию религии зимой 1984 года в национальном центре. Были сделаны презентации по истории религии, роли молодёжи бахаи, законам, консультациям, жизни бахаи, целям текущих планов, а также Вере бахаи и Библии, и были объявлены планы для национального бахаи. женская конференция.В июле 1985 г. в Ежегодном статистическом отчёте есть примечание об Уджеланге как о группе, в которой насчитывается менее девяти взрослых верующих. В январе 1986 года в Маджуро была проведена национальная конференция молодёжи бахаи, на которой присутствовали 200 детей и взрослых, после чего 30 молодых людей остались на семинарах. В августе бахаи из более чем 20 общин собрались в Национальном центре бахаи на общенациональную мирную конференцию, на которой одним из приглашённых ораторов был А. Д. Теннеконе, председатель Верховного суда Республики Маршалловы Острова. В октябре национальная ассамблея провела ужин в честь Международного года мира для президента и других правительственных чиновников в Маджуро, а также программу общественного мира в честь Дня Организации Объединённых Наций на атолле Мили. В августе 1987 года в отчёте о местонахождении национального собрания отмечается, что на атоллах Эниветак и Уджеланг проживают бахаи. Первый житель Маршалловых островов отправился в паломничество бахаи в феврале 1987 года.

## Современное сообщество
По крайней мере, с 2001 по 2007 год национальное собрание имело веб-сайт, на котором размещалась в Интернете литература бахаи на маршалловском языке и книги Института Рухи. Доминик Табуака представлял Национальное духовное собрание бахаи Маршалловых островов на праздновании 50-летия Веры бахаи в Кирибати. А бахаи с Маршалловых островов посетили региональную конференцию бахаи на Филиппинах в 2008 году.

### Отношения с правительством Маршалловых Островов
У бахаи давно сложились позитивные отношения с правительством. Амата Кабуа, тогдашний президент Маршалловых островов, был лидером правительства, который поддерживает тесные отношения с учреждениями бахаи на национальном и международном уровнях. В своём выступлении на открытии Генеральной Ассамблеи ООН в октябре 1991 года президент Кабуа призвал к "новому и всеобъемлющему видению глобального общества, поддерживаемому новой системой ценностей. Это признание не означает отказа от законной лояльности, подавления культурного разнообразия и отмены национальной автономии. Это требует большей лояльности, гораздо более высоких устремлений, чем те, которые до сих пор вдохновляли человеческие дела ". Он также выступил с программной речью на семинаре «Поворотный момент для всех наций», который проходил в офисах Международного Сообщества Бахаи в октябре 1995 года. Летом 2000 года бахаи провели Конференцию «Океан Света», которая стала крупнейшим мероприятием бахаи за всю историю существования мира. страны, и на нём присутствовал Кессай Ноут, следующий президент Маршалловых островов, а также более 250 бахаи со всего Тихого океана. Президент Кессай Ноут и его жена Мэри Ноут также посетили с официальным визитом Всемирный центр бахаи 1 декабря 2005 года.

### Внимание к обществу
К 1992 году бахаи управляли государственными школами по контракту с правительством. В 2003 году один бахаи с главной целью помочь сельскому населению основал проект, который он рассматривает как продолжение своей приверженности делу содействия социальному и экономическому развитию — обязательства, которое вытекает из его практики Веры Бахаи.
В 2007 г. Комиссия по устойчивому развитию провела заседания в связи с КУР-15. Один привлёк 90 человек, чтобы послушать шесть участников. Мероприятие проходило под председательством Тахири Нейлоу и спонсировалось Международным Сообществом Бахаи.с постоянными представительствами ООН в Тувалу и Маршалловых Островах и рядом других ООН и академических организаций. Энеле Сопоага, бывший посол и постоянный представитель Тувалу при ООН, открыла сессию, отметив, что отчёты предполагают, что для таких островов, как его, а также других атолловых государств: Мальдивских островов, Маршалловых островов и Кирибати, сценарии на будущее включают "общий вымирание ".
В 2009 и 2010 человек посетили последующие встречи по этой теме на сессиях конференции, частично спонсируемой Международным экологическим форумом, организацией, вдохновлённой бахаи. Сессию проводили два бахаи: Кэрол Кёртис и Тахири Нейлор из Международного сообщества бахаи. Нейлор рассмотрел макроуровень, рассматривая важность включения этики в обсуждение изменения климата и вклада бахаи в дискурс об изменении климата, Кёртис сосредоточился на микроуровне, в частности, на угрозе, которую изменение климата представляет для Маршалловых Островов. Кёртис живёт на атолле Ли более 40 лет. Она довольно подробно описывает окружающую среду и образ жизни на островах, население и территорию суши.

### Демография
Оценки количества бахаи на Маршалловых островах значительно различаются. Согласно источникам бахаи, с 1983 по 1987 год процент бахаи Маршалловых Островов увеличился с 2 % до 11,5 %. Аналогичные темпы роста зарегистрированы в некоторых других тихоокеанских странах. Но ещё в 2001 году Государственный департамент США оценил бахаи в 0,6 процента, или около 400 человек.Однако почти в то же время, согласно оценке Всемирной христианской энциклопедии 2000 года, численность бахаи составляла чуть более 1000 человек, или 1,50 %.

## Примечание
1. 1 2  ʻAbdu'l-Bahá. Tablets of the Divine Plan. — Paperback. — Wilmette, Illinois, USA : Baháʼí Publishing Trust, 1991. — P. 40–42. — ISBN 0-87743-233-3. Архивная копия от 23 февраля 2022 на Wayback Machine Источник. Дата обращения: 29 августа 2021. Архивировано 23 февраля 2022 года.
2. ↑  Ruhe-Schoen, Janet (2007). An Enchantment of the Heart - A Portrait of Marcia Steward, Knight of Baháʼu'lláh, First Baháʼí Pioneer to Chile and the Marshall Islands (PDF). The Chilean Temple Initiative. National Spiritual Assembly of the Baha'is of the United States. Архивировано из оригинала (PDF) 2 августа 2020. Дата обращения: 29 августа 2021.
3. 1 2  First Local Spiritual Assembly of…. Baháʼí News. No. 442. January 1968. p. 18. Архивировано 20 июня 2017. Дата обращения: 29 августа 2021.
4. 1 2  Graham, Hassall. Pacific History: Papers from the 8th Pacific History Association Conference. — University of Guam Press & Micronesian Area Research Center, Guam, 1992. — P. 73–95.
5. 1 2  Top 20 Largest National Baha'i Populations. Adherents.com. 2008. Архивировано 19 октября 2008. Дата обращения: 18 ноября 2008. Источник. Дата обращения: 29 августа 2021. Архивировано из оригинала 7 июля 2010 года.
6. ↑  ʻAbbas, ʻAbdu'l-Bahá. Tablets, Instructions and Words of Explanation. — April 1919. Архивная копия от 19 октября 2011 на Wayback Machine Источник. Дата обращения: 29 августа 2021. Архивировано 19 октября 2011 года.
7. ↑  Lamb, Artemus. The Beginnings of the Baháʼí Faith in Latin America:Some Remembrances, English Revised and Amplified Edition. — West Linn, OR : M L VanOrman Enterprises, November 1995. Архивная копия от 3 октября 2018 на Wayback Machine Источник. Дата обращения: 29 августа 2021. Архивировано 3 октября 2018 года.
8. ↑  Effendi, Shoghi. Messages to America. — Wilmette, Illinois, USA : Baháʼí Publishing Committee, 1947. — P. 6. — ISBN 0-87743-145-0. Архивная копия от 11 ноября 2020 на Wayback Machine Источник. Дата обращения: 29 августа 2021. Архивировано 11 ноября 2020 года.
9. ↑  Latin American Administration Develops. Baháʼí News. No. 197. July 1947. p. 3. Архивировано 20 июня 2017. Дата обращения: 29 августа 2021.
10. ↑  Historical Background of the Panama Temple. Baháʼí News. No. 493. April 1972. p. 2. Архивировано 20 июня 2017. Дата обращения: 29 августа 2021.
11. ↑  Intercontinental Committees; Asia ENROLL MANY BELIEVERS IN PACIFIC ISLANDS. Baháʼí News. No. 306. August 1956. p. 7. Архивировано 20 июня 2017. Дата обращения: 29 августа 2021.
12. ↑  South Pacific. Baháʼí News. No. 353. August 1960. p. 6. Архивировано 20 июня 2017. Дата обращения: 29 августа 2021.
13. ↑  Progress of the Nine Year Plan News from the World Center. Baháʼí News. No. 405. December 1964. p. 1. Архивировано 20 июня 2017. Дата обращения: 29 августа 2021.
14. ↑  Communities in the Asia-Pacific Performing Common Theology and Cultural Diversity on a 'Spiritual Axis' Архивная копия от 29 августа 2021 на Wayback Machine by Graham Hassall and William Barnes.
15. ↑  Northwest Pacific Ocean 20th, 21st Local Assemblies formed. Baháʼí News. No. 537. December 1975. p. 17. Архивировано 20 июня 2017. Дата обращения: 29 августа 2021.
16. ↑  Around the World; North West Pacific Ocean Santo Island forms first Assembly. Baháʼí News. No. 542. May 1976. p. 12. Архивировано 20 июня 2017. Дата обращения: 29 августа 2021.
17. ↑  Around the World; North West Pacific Ocean Santo Island forms first Assembly. Baháʼí News. No. 545. August 1976. p. 5. Архивировано 20 июня 2017. Дата обращения: 29 августа 2021.
18. ↑  Around the World; Marshall Islands - First National Convention picnic topic. Baháʼí News. No. 553. April 1977. p. 16. Архивировано 20 июня 2017. Дата обращения: 29 августа 2021.
19. ↑  Hassall, Graham (1990). H. Colllis Featherstone. Australian Baháʼí Bulletin. October. National Spiritual Assembly of the Baháʼís of Australia. Архивировано 1 октября 2012. Дата обращения: 25 июля 2010.
20. 1 2 3 4 5  Universal House of Justice, Department of the Secretariat. Marshall Islands population statistics. Baha'i Academic Library Online (23 июня 1996). Дата обращения: 25 июля 2010. Архивировано 6 октября 2010 года.
21. ↑  Around the World; Marshall Islands -Traveling teacher brings Faith to islanders. Baháʼí News. No. 561. December 1977. p. 16. Архивировано 20 июня 2017. Дата обращения: 29 августа 2021.
22. ↑  VictoryMessages - The Baha'I world resounds with the glorious news of Five Year Plan victories; Australasia; Marshall Islands. Baháʼí News. No. 581. August 1979. p. 9. ISSN 0043-8804. Архивировано 20 июня 2017. Дата обращения: 29 августа 2021.
23. ↑  For more information on movements of populations and drifts of radiation see Jamir, Vinson (1983). the South Pacific Islands: Economic, Political and Legal Interactions. LLM Theses. University of Georgia School of Law: 172. Архивировано 14 мая 2021. Дата обращения: 25 июля 2010.
24. ↑  Marshal Islands - A pioneer returns home to Lae Atoll. Baháʼí News. No. 649. April 1985. pp. 10–11. ISSN 0043-8804. Архивировано 20 июня 2017. Дата обращения: 29 августа 2021.
25. ↑  Kingdon, Geeta Gandhi (1997). Education of women and socio-economic development. Baha'i Studies Review. 7 (1). Архивировано 18 сентября 2010. Дата обращения: 29 августа 2021.
26. ↑  Momen, Moojan. History of the Baha'i Faith in Iran. draft "A Short Encyclopedia of the Baha'i Faith". Bahai-library.com. Архивировано 29 августа 2021. Дата обращения: 16 октября 2009.
27. 1 2  Hassall, Graham (1996). Baháʼí Faith in the Asia Pacific Issues and Prospects. Baháʼí Studies Review. Vol. 06. pp. 1–10. Архивировано 18 октября 2011. Дата обращения: 29 августа 2021.
28. ↑  The World; Marshal Islands. Baháʼí News. No. 649. April 1985. p. 13. ISSN 0043-8804. Архивировано 20 июня 2017. Дата обращения: 29 августа 2021.
29. ↑  The World; Shown here are some of the youth…. Baháʼí News. No. 662. May 1986. p. 14. ISSN 0043-8804. Архивировано 20 июня 2017. Дата обращения: 29 августа 2021.
30. ↑  The World; Baha'ls from more than 20 communities…. Baháʼí News. No. 668. November 1986. p. 17. ISSN 0043-8804. Архивировано 20 июня 2017. Дата обращения: 29 августа 2021.
31. ↑  The World; Marshall Islands. Baháʼí News. No. 678. September 1987. p. 17. ISSN 0043-8804. Архивировано 20 июня 2017. Дата обращения: 29 августа 2021.
32. ↑  The World; Baha'is from more than 20 communities…. Baháʼí News. No. 676. July 1987. p. 16. ISSN 0043-8804. Архивировано 20 июня 2017. Дата обращения: 29 августа 2021.
33. ↑  Baháʼí International Community (4 марта 2004). Sailing in for a jubilee. Baháʼí World News Service. Архивировано 15 февраля 2020. Дата обращения: 29 августа 2021.
34. ↑  For similarity of language, consider:

  - Effendi, Shoghi. The World Order of Baháʼu'lláh. — Wilmette, Illinois, USA : Baháʼí Publishing Trust, 1938. — P. 41. — ISBN 0-87743-231-7. Архивная копия от 29 августа 2021 на Wayback Machine Источник. Дата обращения: 29 августа 2021. Архивировано 29 августа 2021 года.
  - Universal House of Justice. The Promise of World Peace. — London, UK : Oneworld, 1986. — P. 10. — ISBN 1-85168-002-0. Архивная копия от 29 августа 2021 на Wayback Machine Источник. Дата обращения: 29 августа 2021. Архивировано 29 августа 2021 года.
35. ↑  President of the Marshall Islands visits the Baháʼí World Centre. One Country. 17 (3). Haifa, Israel: Baháʼí International Community. October-December 2005. Архивировано 7 марта 2012. Дата обращения: 25 июля 2010.{{cite journal}}:  Википедия:Обслуживание CS1 (формат даты) (ссылка)
36. ↑  Head of state visits Baha'i World Centre. Baháʼí World News Service. Haifa, Israel: Baháʼí International Community. 7 декабря 2005. Архивировано 29 августа 2021. Дата обращения: 29 августа 2021.
37. ↑  Head of state visits Baha’i World Centre Архивная копия от 29 августа 2021 на Wayback Machine 7 December 2005
38. ↑  RMI Presidential Visits. Yokwe.net. Yokew.net. Дата обращения: 25 июля 2010. (недоступная ссылка)
39. ↑  Baháʼí International Community (August 2003). Vanuatu Mechanic Going to Town on tank of Coconut oil. Pacific Islands Report. Port Vila, Vanuatu: Pacific Islands Development Program/East-West Center. Архивировано из оригинала 15 июня 2011. Дата обращения: 16 августа 2010.
40. ↑  Rowa, Aenet (13 мая 2007). Marshall Islands Focuses on Climate Change at CSD-15 Meetings. Yokwe Online. Архивировано из оригинала 18 июля 2011. Дата обращения: 29 августа 2021.
41. ↑  Emmel, Alissa. Climate Ethics Session Report – Part II. The International Environment Forum: E-Conference 2009. International Environment Forum (26 августа 2009). Дата обращения: 25 июля 2010. Архивировано 29 августа 2021 года.
42. ↑  Emmel, Alissa. Climate Ethics. The International Environment Forum: E-Conference 2009. International Environment Forum (15 августа 2009). Дата обращения: 25 июля 2010. Архивировано 29 августа 2021 года.
43. ↑  International Religious Freedom Report 2001: Marshall Islands Архивная копия от 29 августа 2021 на Wayback Machine. United States Bureau of Democracy, Human Rights and Labor (14 September 2001).